# Mandevilla duidae
Mandevilla duidae är en oleanderväxtart som först beskrevs av R. E. Woodson, och fick sitt nu gällande namn av R. E. Woodson. Mandevilla duidae ingår i släktet Mandevilla och familjen oleanderväxter. Inga underarter finns listade i Catalogue of Life.